# Aspekt (Linguistik)
Der Aspekt (von lateinisch aspectus „Hinsehen, Anblick, Blickrichtung“ zu aspicere „hinsehen, ansehen“) bezeichnet in der Linguistik eine grammatische Kategorie des Verbs. Der Aspekt drückt Unterscheidungen darin aus, wie sich die vom Verb beschriebene Situation relativ zur betrachteten Zeit erstreckt. Eine typische Aspekt-Unterscheidung besteht dann darin, ob ein Ereignis im Betrachtszeitraum vollständig enthalten ist und zum Abschluss gelangt (vollendeter Aspekt) oder ob es nicht vollständig enthalten ist (unvollendeter Aspekt).
Aspekt unterscheidet sich von der benachbarten Kategorie Tempus dadurch, dass das Tempus vielmehr das Verhältnis einer betrachteten Zeit zur Sprechzeit ausdrückt (man redet über die Vergangenheit bzw. Zukunft). Das Tempus ist am Sprechzeitpunkt, dem Jetzt, verankert, also deiktisch. Nicht so der Aspekt: Er beschreibt nur die Relation zwischen dem betrachteten Zeitraum und der Ausdehnung der beschriebenen Situation. Dieses Paar aus Betrachtzeit und Situationszeit kann dann als Ganzes in die Vergangenheit, Gegenwart oder Zukunft eingeordnet werden. Dementsprechend wird in vielen Sprachen die Kategorie des Aspekts zusätzlich zum Tempus ausgedrückt, wobei es auch Formen geben kann, die Aspekt- und Tempusangaben in eins kombinieren (so etwa in den Romanischen Sprachen).
Der Aspekt kann durch Wortformen des Verbs, also morphologisch realisiert sein, das heißt, es gibt unterschiedliche Konjugationsendungen oder bestimmte Stammveränderungen im Verb zur Darstellung des Aspektes. Im Englischen hat die Verlaufsform die Funktion eines unvollendeten Aspekts, d. h. hier wird Aspekt durch ein Hilfsverb ausgedrückt.
Sprachen, die den Aspekt nicht als grammatische Kategorie markieren, wie etwa das (Standard-)Deutsche, können sich anderer Ausdrucksmittel bedienen, zum Beispiel kann die Information, die durch einen unvollendeten Aspekt vermittelt wird, im Deutschen oft durch Adverbien wie „gerade“ oder „immer“ signalisiert werden. (Zum Beispiel: „Sie bäckt gerade einen Kuchen, er ist aber noch nicht fertig.“)
Vom Aspekt wird die Aktionsart unterschieden, die nicht wie der Aspekt eine grammatische Kategorie ist, sondern eine Klassifikation von Wortbedeutungen darstellt. Aktionsart wird allerdings, vor allem in der englischsprachigen Fachliteratur, auch lexikalischer Aspekt (oder situation aspect) genannt. Diese Verwendungsweise stammt aus der Betrachtung des Russischen, das keine separaten Flexionsmorpheme zum Ausdruck des Aspekts besitzt, sondern den Aspekt mithilfe der Morphologie zur Bildung von Aktionsarten ausdrücken muss, d. h. indem zum Beispiel vom Verb читать (tschitat') „lesen“ zunächst eine perfektive Aktionsart прочитать (protschitat') „durchlesen“ gebildet wird, die dann auch allgemein für den perfektiven Aspekt dieses Verbes ohne die aktionsartliche Modifikation der Semantik steht. Die reine Aktionsart kann allerdings auch wieder in den imperfektiven Aspekt zurückgebildet werden: прочитывать (protschityvat') „durchlesen“. Durch diese Verwendungen der Bezeichnung entsteht eine Unschärfe darin, ob mit Aspekt eine grammatische Kategorie gemeint ist (wie oben) oder allgemeinere zeitbezogene Eigenschaften von Verbbedeutungen.

## Zusammenspiel von Aspekt und Tempus
Im Gegensatz zum Tempus (das heißt der „Zeitstufe“) bezieht sich der Aspekt nicht auf den Zeitpunkt des Vorgangs relativ zum Moment der Aussage (Vergangenheit, Gegenwart, Zukunft), sondern auf die Art und Weise, wie dieser Vorgang betrachtet wird (das heißt der „Zeitrichtungsbezug“).
Die Begriffe Tempus und Aspekt werden jedoch nicht in allen Sprachen gleich deutlich voneinander geschieden. Dies hängt damit zusammen, dass es Sprachen gibt, in denen die Aspektunterscheidung morphologisch nur in Vergangenheitstempora ausgedrückt wird, so dass die Aspekte mit den Tempusbezeichnungen verknüpft sind. Beispielsweise ist das lateinische Imperfekt ein Vergangenheitstempus im unvollendeten Aspekt (daher der Name). Andere Sprachen unterscheiden morphologisch nur den Aspekt und kennen keine grundsätzliche Kategorisierung in Zeitstufen. In wieder anderen Sprachen werden Zeitstufen und Aspekte systematisch miteinander kombiniert, so dass zu jedem Aspekt drei Zeitstufen existieren. Das Deutsche wiederum hat zwar ein Tempussystem, aber keine grammatische Kategorie des Aspekts.
Hans Reichenbach schuf eine Terminologie zum Verständnis der versprachlichten Zeitenfolge. Er beschrieb die Tempora mittels zweier Relationen zwischen den zuvor genannten drei Bezugspunkten. Für die Charakterisierung der verschiedenen Tempusformen wurde die Relation zwischen dem Sprechzeitpunkt S und dem Referenzpunkt R gesetzt sowie diejenige zwischen dem Ereigniszeitpunkt E und dem Referenzpunkt R.
In seinem von ihm ursprünglich formulierten Ansatz konnten aber nur temporale Relationen zwischen diesen drei Bezugspunkten beschrieben werden. Weiterentwicklungen seiner Theorie waren dann auch in der Lage, komplizierte Beschreibungen der Vergangenheitstempora, wie etwa die des Imperfekts, zu erklären.
Mit der Kategorie des Aspekts werden in den Romanischen Sprachen, etwa im Spanischen als das Gegensatzpaar pretérito imperfecto für das unabgeschlossene Ereignis und des pretérito perfecto (compuesto) bzw. pretérito indefinido für eine abgeschlossene Handlung bestimmt. Im Spanischen, stellvertretend für die übrigen romanischen Sprachen, sind die Begriffe Tempus und Aspekt jedoch nicht so deutlich voneinander geschieden wie in den slawischen Sprachen. Dies liegt daran, dass die Aspektunterscheidung morphologisch nur in den Vergangenheitstempora ausgedrückt wird, dadurch fällt der Aspekt mit den Tempusbezeichnungen zusammen. Dennoch werden bei der Betrachtung des Aspektes nicht die „Zeitstufen“, also die Tempora in den Mittelpunkt gestellt, sondern die zeitliche Struktur von Handlungen, der „Zeitrichtungsbezug“.
Für den Aspekt ist es entscheidend, welche Ausdehnung eine Handlung besitzt, ob sie abgeschlossen ist oder noch andauert und wie der Sprecher in diese Situation integriert ist. Folgt man den Reichenbach’schen Überlegungen so läge ein perfektiver Aspekt vor, wenn die Referenzzeit R die Ereigniszeit E einschließt oder ihr nachgeschaltet ist. Wird die Referenzzeit R von der Ereigniszeit E inkludiert, spricht man von einem imperfektiven Aspekt. Liegt E vollständig vor R, kann dies auch als perfektischer Aspekt bezeichnet werden, liegt E vollständig nach R, ergibt sich ein prospektiver Aspekt.

## Geschichte des Begriffs
Aspekt ist eine Lehnübersetzung des Begriffs видъ (vid, deutsch „Ansicht“) aus der altkirchenslawischen Grammatik des Meletij Smotrićkyj (1619), der seinerseits als Lehnübersetzung auf das Wort εἶδος (eidos) aus der griechischen Grammatik des Dionysios Thrax aus dem 2. Jahrhundert v. Chr. zurückgeht.
Der russische Sprachwissenschaftler Nikolai Iwanowitsch Gretsch (1830) führte den Begriff видъ (heutige Orthografie: вид) in die russische Grammatik ein; er verstand darunter jedoch das morphologische Verhältnis von Grund- und abgeleiteter Form eines Verbs. Karl Philipp Reiff, ein Schweizer Philologe und Lexikograph, gab in einer späteren französischen Übertragung (1829) dann das russische Wort видъ mit der Bezeichnung aspect wieder. So gelangte der zunächst für slawische Sprachen genutzte Begriff auch in die Terminologie der Romanistik.
Es war der Philologe Georg Curtius (1846) Privatdozent an der Universität Berlin und späterer Hochschullehrer für klassische Philologie an der Universität Leipzig, der den ersten Versuch unternahm, die Kategorie des Aspekts auf weitere indoeuropäische Sprachen auszudehnen, und damit begann, das Tempus vom Aspekt und der späteren Aktionsart begrifflich abzutrennen. Curtius unterschied in seinem Werk zwischen „Zeitstufe“ und „Zeitart“. In der Zeitstufe sah er den zeitlichen Standpunkt einer Handlung, wogegen die Zeitart die Art und Weise des Ablaufs der Verbalhandlung bestimmte.
Karl Brugmann (1887), ein Schüler von Curtius an der Universität Leipzig, beschäftigte sich zeitgleich mit dem indogermanischen Verbalsystem. Zusammen mit Berthold Delbrück entwickelte er den Ansatz von Curtius weiter, da er der Meinung war, dass der Begriff der Zeitart zu unscharf von der Zeitstufe abgegrenzt sei. Brugmann war es auch, der den Terminus „Aktion“ mit in die wissenschaftliche Diskussion aufnahm; er sah in der „Aktion“ mehr die Art und Weise ausgedrückt, wie die Handlung eines Verbs vor sich geht im Gegensatz zur „Zeitstufe“.
Eine erste wissenschaftlich fundierte Definition des Begriffs „Aktionsart“ bzw. Differenzierung zwischen „Aspekt“ und „Aktionsart“ lieferte der Slawist Sigurd Agrell (1908). Bis dahin waren diese Begriffe synonym gebraucht worden, was aber zum Teil auch bis in die gegenwärtige Literatur noch der Fall ist.

## Arten des Aspekts

Veranschaulichung der Aspekte

### Imperfektiver Aspekt
Der imperfektive Aspekt (lateinisch imperfectum ‚unvollendet‘) betrachtet eine Handlung ohne Hinblick auf ihre Abgeschlossenheit, also auf einen Zustand, der entweder andauert (durativ), sich dauernd wiederholt (iterativ) oder gewöhnlich stattfindet (habituativ).
| Tóte píjena scholío stin Athína.             |  | „Ich ging damals in Athen zur Schule.“                 | (griechisch)  |
| Paul fumait des cigarettes fortes.           |  | „Paul rauchte starke Zigaretten.“                      | (französisch) |
| Anna aveva una bicicletta.                   |  | „Anna besaß (‚hatte‘ imperf.) ein Fahrrad.“            | (italienisch) |
| Francisco fumaba habanos fuertes.            |  | „Francisco rauchte (oft bzw. gerade) starke Zigarren.“ | (spanisch)    |
| George was reading a book yesterday evening. |  | „Georg las gestern Abend ein Buch.“                    | (englisch)    |
| On chce pisać list.                          |  | „Er will den Brief schreiben (imperf., ‚irgendwann‘)“  | (polnisch)    |

Nach dem griechischen Tempus, das diesen Aspekt ausdrückt (Paratatikos), nennt man im Zusammenhang des Griechischen diesen Aspekt auch paratatisch.

### Perfektiver Aspekt
Der perfektive Aspekt (lateinisch perfectum ‚vollendet‘) betrachtet eine Handlung als Ganzes oder als vollendet, entweder im Hinblick auf ein einmaliges Ereignis (punktuell) oder auf dessen Beginn (ingressiv) oder Ende (resultativ).
| Chtes píga stin Athína.          |  | „Ich fuhr (‚ging‘) gestern nach Athen.“                                                     | (griechisch)  |
| Paul fuma/a fumé une cigarette.  |  | „Paul rauchte eine Zigarette.“                                                              | (französisch) |
| Anna ebbe una bicicletta.        |  | „Anna bekam (‚hatte‘ perfektiv) ein Fahrrad.“                                               | (italienisch) |
| Francisco fumó habanos fuertes.  |  | „Francisco rauchte (dann) starke Zigarren.“                                                 | (spanisch)    |
| George visited London last week. |  | „Georg besuchte (‚hatte‘ perfektiv) letzte Woche London.“                                   | (englisch)    |
| On chce napisać list.            |  | „Er will den Brief schreiben (perfektiv – ‚er hat die konkrete Absicht, dies auch zu tun‘)“ | (polnisch)    |

Nach dem Tempus, das im Griechischen diesen Aspekt ausdrückt (Aorist) und um die Verwechslung mit dem perfektischen Aspekt zu vermeiden, wird dieser Aspekt auch als aoristischer Aspekt bezeichnet.

### Perfektischer Aspekt
Der perfektische Aspekt (nach dem griechischen Tempus Perfekt) betrachtet eine abgeschlossene Handlung und das aus ihr resultierende andauernde Ergebnis gleichzeitig:
| Écho pái stin Athína. |  | „Ich bin nach Athen gegangen.“ (perfektisch) → „Ich war schon in Athen.“ | (griechisch)    |
| Tethnēka.             |  | „Ich bin gestorben.“ (perfektisch) → „Ich bin tot.“                      | (altgriechisch) |

In Grammatiken, welche den oben beschriebenen perfektiven Aspekt anders benennen (besonders in Grammatiken des Griechischen), wird der perfektische Aspekt gelegentlich auch als perfektiv bezeichnet.

## Der Aspekt im Neugriechischen
Die neugriechische Sprache hat die drei tempusbezogenen Aspekte des Altgriechischen nicht nur erhalten, sondern systematisch auf alle Zeitstufen ausgedehnt. Einzig im Indikativ Präsens werden perfektiver und imperfektiver Aspekt nicht morphologisch unterschieden, da es logisch unmöglich ist, ein Ereignis der Gegenwart als abgeschlossen zu beschreiben – es würde damit implizit zu einem Ereignis der Vergangenheit.
Im ersten Beispiel wird das häufige Verb sehen verwendet, welches unregelmäßig für die verschiedenen Aspekte mit zwei unterschiedlichen Wortstämmen gebildet wird, dem Präsensstamm vlep… und dem Aoriststamm dh…, das Perfekt wird nicht synthetisch flektierend, sondern analytisch realisiert mit Hilfsverb + Aparemfato:
- tha se dho ávrio (θα σε δω αύριο) – „Ich werde dich morgen sehen.“
- tha se vlepo kathe mera (θα σε βλέπω κάθε μέρα) – „Ich werde dich jeden Tag sehen.“
- tha se écho dhi (θα σε έχω δει) – „Ich werde dich gesehen haben [… und deshalb um irgendetwas Bescheid wissen]“

Das zweite Beispiel verwendet eine regelmäßige Aorist-Form:
- tha sou grápso (θα σου γράψω) – „Ich werde dir schreiben [einmal, in dieser Angelegenheit].“
- tha sou gráfo (θα σου γράφω) – „Ich werde dir schreiben – [immer, bis du wiederkommst].“
- tha sou écho grápsi (θα σου έχω γράψει) – „Ich werde dir geschrieben haben [und den Brief hast du in der Hand].“

## Der Aspekt in den slawischen Sprachen
Die slawischen Sprachen teilen ihre Verben in vollendete und unvollendete, die den perfektiven und imperfektiven Aspekt ausdrücken. Diese Verben bilden je ein Aspektpaar; die jeweiligen Aspektpartner werden meist voneinander abgeleitet. Die so entstandenen zwei Stämme können in allen drei Zeitstufen konjugiert werden mit Ausnahme des perfektiven Aspekts. Von diesem lassen sich keine Präsensformen bilden. Die Bildung der aspektualen Verbformen voneinander erfolgt nicht nach festen Regeln. Für die Wahl der Verbform ist also die Kenntnis der zugehörigen unvollendeten oder vollendeten Variante Voraussetzung. Doch gibt es einige Erkennungsmerkmale:
- Verben ohne Präfix sind in der Regel unvollendet. In den meisten Fällen entsteht daraus durch Präfigierung ein vollendetes Verb, z. B.

|                | unvollendet        | vollendet          |
| -------------- | ------------------ | ------------------ |
| bulgarisch     | jam (ям)           | izjam (изям)       |
| obersorbisch   | jěsć               | zjěsć              |
| niedersorbisch | jěsć               | zjěsć              |
| polnisch       | jeść               | zjeść              |
| russisch       | jest’ (есть)       | s"jest’ (съесть)   |
| serbokroatisch | jesti (јести)      | pojesti (појести)  |
| tschechisch    | jíst               | pojíst, sníst      |
| slowakisch     | jesť               | zjesť              |
| ukrainisch     | jisty (їсти)       | z”jisty (з’їсти)   |
| slowenisch     | jesti              | pojesti            |
| deutsch        | essen vs. aufessen | essen vs. aufessen |

Allerdings bringt die Präfigierung des unvollendeten Aspekts meist einen, wenngleich manchmal minimalen, Bedeutungswandel mit sich, da die Präfixe meistens auch Präpositionen sind.
So ergibt sich für schreiben folgendes Aspektpaar:
|                | unvollendet       | vollendet            |
| -------------- | ----------------- | -------------------- |
| bulgarisch     | пиша („pisha“)    | напиша („napisha“)   |
| polnisch       | pisać             | napisać              |
| serbokroatisch | pisati            | napisati             |
|                | (öfter) schreiben | (einmalig) schreiben |

Der vollendete Aspekt kann allerdings ebenso aufschreiben bedeuten, da die präfigierte Form напиша formal aus на und пиша bzw. napisać formal aus na und pisać zusammengesetzt wird, wobei на bzw. na die Bedeutung von auf, an, in oder zu hat.
- Bei einigen durch Präfigierung gebildeten vollendeten Verben wird durch das Einschieben eines Suffixes hinter die (in den folgenden Beispielen unterstrichene) Wurzel die unvollendete Form gebildet.[2]

|             | unvollendet         | vollendet           | unvollendet         |
| ----------- | ------------------- | ------------------- | ------------------- |
| polnisch    | zwać                | nazwać              | nazywać             |
| russisch    | zvat’ (звать)       | nazvat’ (назвать)   | nazyvat’ (называть) |
| serbisch    | звати/zvati         | nazvati (назвати)   | nazivati (називати) |
| tschechisch | zvát                | nazvat              | nazývat             |
| slowakisch  | veraltet: zvať      | nazvať              | nazývať             |
| ukrainisch  | zvaty (звати)       | nazvaty (назвати)   | nazyvaty (називати) |
| deutsch     | nennen vs. benennen | nennen vs. benennen | nennen vs. benennen |

- Einige Aspektpaare bestehen aus Verben unterschiedlicher Wortwurzeln, z. B.

|                | unvollendet   | vollendet      |
| -------------- | ------------- | -------------- |
| obersorbisch   | brać          | wzać           |
| niedersorbisch | braś          | wześ, weześ    |
| polnisch       | brać          | wziąć          |
| russisch       | brat’ (брать) | vzjat’ (взять) |
| tschechisch    | brát          | vzít / sebrat  |
| slowakisch     | brať          | zobrať / vziať |
| ukrainisch     | braty (брати) | uzjaty (узяти) |
| slowenisch     | vzeti         | jemati         |
| deutsch        | nehmen        | nehmen         |

Die Verwendung des Aspekts in den einzelnen slawischen Sprachen variiert leicht. So wird im Tschechischen im Satz Země oběhne slunce jednou za rok (Die Erde umkreist die Sonne einmal im Jahr) der vollendete Aspekt verwendet, da hier die Abgeschlossenheit der Handlung für ein Jahr betrachtet und auf alle anderen Jahre übertragen wird. Im Russischen (und anderen) wird hier der unvollendete Aspekt angewandt, da der wiederholte Ablauf der Handlung im Vordergrund steht, zumal es generell aus diesem Grunde im Russischen im Präsens keinen vollendeten Aspekt gibt: Земля обращается вокруг Солнца за один год (Semlja obraschtschajetsja wokrug Solnza sa odin god).
Einige südslawische Sprachen wie das Serbokroatische, Bulgarische und Mazedonische kennen sowohl die aspektualen Verbstämme als auch unterschiedliche, aspektbezogene Vergangenheitstempora wie das Griechische oder die romanischen Sprachen.

## Der Aspekt in den romanischen Sprachen
In der spanischen, französischen, katalanischen und italienischen Sprache lässt sich eine Kategorie des Aspekts nur bei den Vergangenheitstempora aufzeigen, die sich durch die Gegensatzpaare von Pretérito imperfecto vs. Pretérito indefinido oder Pretérito perfecto simple; Imparfait vs. Passé simple, sowie im Italienischen Imperfetto vs. Passato remoto zeigen, (siehe auch Zusammenspiel von Tempus, Aspekt und Aktionsart in den spanischen Vergangenheitsformen Indefinido, Imperfecto).
Die Aspektunterscheidung perfektiv-imperfektiv der lateinischen Vergangenheitstempora Perfekt (das jedoch auch den perfektischen Aspekt ausdrücken konnte) und Imperfekt hat sich in den romanischen Sprachen regelmäßig erhalten. In einigen Sprachen schwand das historische, synthetisch gebildete Perfekt weitgehend aus der gesprochenen Sprache und wurde durch eine periphrastische Hilfsverbbildung (meist als zusammengesetzte Vergangenheit bezeichnet) ersetzt, die den perfektiven Aspekt jedoch ebenfalls ausdrückt. Diese zusammengesetzte Form nimmt jedoch gelegentlich auch perfektische oder resultative Bedeutung an.
Beispiele aus dem Italienischen:
| Imperfektiv                           |  | Mentre vedevo la TV …        |  | „Während ich fernsah …“                      |
| Perfektiv (histor. Perfekt)           |  | Vidi un usignolo.            |  | „Ich sah (erblickte) eine Nachtigall.“       |
| Perfektiv (zusammengesetztes Perfekt) |  | Ieri ho visto un film nuovo. |  | „Gestern habe ich einen neuen Film gesehen.“ |
| Perfektisch                           |  | Questo film l’ho visto.      |  | „Diesen Film habe ich gesehen (kenne ich).“  |

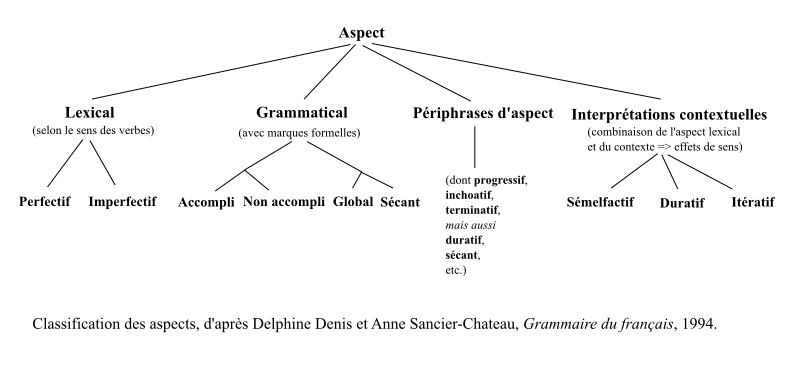
Klassifikation des Aspekts in der französischen Sprache (als Paradigma der romanischen Sprachen)

In Sprachen, die das historische Perfekt noch regelmäßig verwenden, hat die periphrastische Bildung auch andere Bedeutungen angenommen, so im Portugiesischen, wo das pretérito perfeito composto einen in der Vergangenheit begonnenen Vorgang bezeichnet, der andauert und noch andauern wird, was ebenfalls dem perfektischen Aspekt nahekommt.

## Der Aspekt in den semitischen Sprachen
Im Verbsystem der afroasiatischen und damit auch der semitischen Sprachen ist der Aspekt die wesentliche Kategorie, die Zeitstufe wurde ursprünglich grammatikalisch nicht ausgedrückt. So werden im Hebräischen und Arabischen traditionell Perfekt und Imperfekt unterschieden, die jedoch keine Tempora, sondern die entsprechenden Aspekte bezeichnen. Die Zeitstufe erschließt sich dabei aus dem Kontext, jedoch nicht aus der eigentlichen grammatikalischen Form. Hilfsweise werden in Übersetzungen aus diesen Sprachen für den Perfektiv Vergangenheitstempora und für den Imperfektiv das Präsens oder Futur verwendet. Beispiel:
|           | Perfektiv    | Imperfektiv                       |
| Arabisch  | kataba       | yaktubu                           |
| Hebräisch | katav        | yixtov                            |
| Deutsch   | „er schrieb“ | „er schreibt / er wird schreiben“ |

## Aspektrealisierung im Englischen
Die englische Sprache, die flektierende Elemente weitestgehend verloren hat, besitzt dennoch ein regelmäßiges System zur Unterscheidung aspektualer Kategorien, die allerdings rein zeitbezogen sind. Im Englischen hat sich mit der Verlaufsform, die mit dem Hilfsverb to be („sein“) und dem Partizip Präsens Aktiv gebildet wird, ein progressiver, also den gerade sich vollziehenden Verlauf einer Handlung bezeichnender Aspekt etabliert. Im Gegensatz hat die einfache Form des Verbs häufig eine perfektive Bedeutung (außer bei Zustandsverben). Der habituelle Aspekt kann syntaktisch nur im Simple Past mit used to + INF (‚pflegte zu + INF‘), ansonsten lexikalisch ausgedrückt werden.
- I sang a song – „Ich sang ein Lied“ (perfektiv)
- I’m singing – „Ich singe gerade“ (progressiv, Präsens)
- I was singing – „Ich sang gerade“ (progressiv, Präteritum)
- I will be singing – „Ich werde am Singen sein“ (progressiv, Futur)
- I used to sing before leaving high school – „Vor dem Verlassen des Gymnasiums pflegte ich zu singen“ (imperfektiv)
- I am going to sing a song – „Ich werde / will gleich ein Lied singen“ (Prospektiv)

## Weitere Sprachen mit aspektualen Kategorien im Verbsystem
- Türksprachen
- Mongolische Sprachen
- Bantusprachen
- Bodo
- Burushaski
- Kaukasische Sprachen
- Nilosaharanische Sprachen
- Sumerische Sprache